# Baignes-Sainte-Radegonde
 Baignes-Sainte-Radegonde  es una población y comuna francesa, en la región de Poitou-Charentes, departamento de Charente, en el distrito de Cognac y cantón de Baignes-Sainte-Radegonde.

## Demografía
| 1416 | 1462 | 1452 | 1427 | 1191 | 1239 |
| Para los censos de 1962 a 1999 la población legal corresponde a la población sin duplicidades (Fuente: INSEE [Consultar]) |      |      |      |      |      |